# Christliche Popmusik
Christliche Popmusik ist christliche Musik, die stilistisch in den Bereich der Pop- und Rockmusik einzuordnen ist. Oft wird auch der Begriff CCM (Contemporary Christian music, deutsch: Zeitgenössische christliche Musik) benutzt. Im Gegensatz zu den Vereinigten Staaten hat sich dieser Begriff im deutschsprachigen Raum nur vereinzelt durchgesetzt. In der englischsprachigen Welt wird christliche Popularmusik auch als Gospel – abzugrenzen vom „Black Gospel“ bzw. „Traditional Gospel“ – oder Christian music bezeichnet. Eng verwandt, aber nicht identisch ist in Deutschland der sogenannte Sacropop, der moderne Kirchenlieder in deutscher Sprache bezeichnet. Einen ähnlichen aber weiter verbreiteten Bereich umfasst die Lob- und Anbetungsmusik (Praise & Worship Music), die mehr auf die Beziehung zu Gott ausgerichtet ist und musikalisch meist zwischen Soft-Pop, Akustik- und Rockmusik angesiedelt ist.

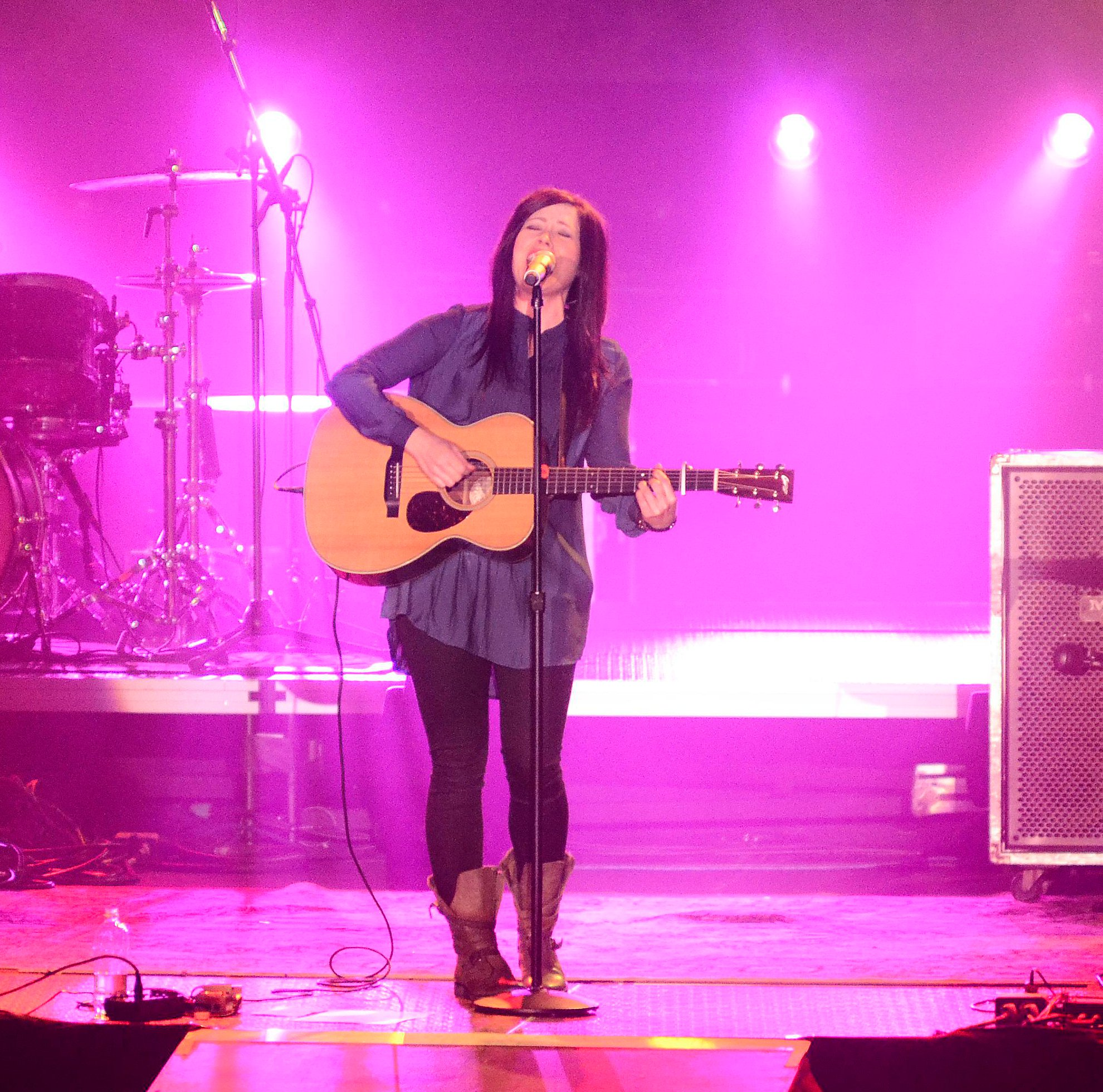
Kari Jobe

## Entstehung
Die christliche Rockmusik entstand in der Jesus-People-Bewegung der 1970er Jahre in den Vereinigten Staaten. Zu den ersten christlichen Rockgruppen und -sängern gehören 2nd Chapter of Acts, Love Song, Barry McGuire und Larry Norman, der mit dem gleichnamigen Lied das Motto der CCM-Szene Why should the devil have all the good music geprägt hat. Das Genre begann, als Ende der 1960er Jahre Musikkünstler und -gruppen sich zum Christentum bekannten und weiterhin in ihrem Stil Musik machten, aber ihren Liedern christliche Texte unterlegten. So entstand beispielsweise 1969 Upon this Rock – eines der ersten christlichen Rock-Alben – von Larry Norman, der vielen anderen Künstlern als Vorbild diente. Aus den ersten christlichen Rockgruppen entwickelte sich mit der Zeit der christliche Metal. Seitdem entstand eine Vielzahl christlicher Musikgruppen, die heute nahezu jeden populären Musikstil abdecken, von Hip-Hop über Folk, Ska, Punk, Techno bis hin zu Metal.
In Deutschland begann die Entwicklung und der Einsatz christlich geprägter Popmusik verstärkt zwischen 1960 und 1970. Die auf eine in großen Teilen konservative kritische Zuhörerschaft treffende Musik erarbeitete vor allem durch ihre Präsenz auf Großevangelisationen wie Euro ’70 mit Billy Graham kontinuierlich einen respektierten Raum im Rahmen der derzeit größtenteils evangelikal geprägten deutschen christlichen Musikszene. Als wichtiger Vorlauf und jahrzehntelang parallel laufende Entwicklung gilt dabei die Jugendchorbewegung. Ihren Stil als christliche Popmusik definierend traten in den 1970er Jahren vor allem Musiker und Bands wie das Fietz-Team, Eden und in den 1980er Jahren Deliverance, Damaris Joy oder Hella Heizmann auf. Neben den Jugendchören wurden aber auch stilistisch unterschiedlichste Gruppen und Liedermacher wie Arno und Andreas und Manfred Siebald eng mit der Szene assoziiert. Seit Anfang der 1980er Jahre organisierten sich Aktive auch in Initiativen in den beiden Großkirchen sowie in verschiedenen Freikirchen. Seit 2000 gibt es in der Evangelischen Landeskirche in Bayern einen ersten Fachverband, den Verband für christliche Popularmusik in Bayern.
Außerdem entstanden innerhalb der christlichen Gemeinden und Jugendgruppen in den letzten 25 Jahren „Lobpreis- und Anbetungslieder“ (englisch: Praise & Worship) als besonderes musikalisches und spirituelles Genre. Als eine Art Gegenpol zu traditionellen Kirchenchorälen und Gemeindeliedern ist diese Musikrichtung inzwischen sehr populär geworden, besonders unter den Christen der jungen und mittleren Generation. Die Lobpreis- und Anbetungslieder haben mancherorts die „Choräle“ verdrängt und eine neue und teilweise kritisierte christliche Liedkultur geschaffen.

## Christliche Musikszene
Die Szene christlicher Popmusik ist ähnlich vielfältig wie die als „säkular“ bezeichnete, nicht explizit christliche Musikszene, nur wesentlich kleiner. Sie existiert parallel zu der weltlichen Musikszene und findet ihr Publikum bevorzugt in christlichen Kreisen. Die Texte der Lieder behandeln häufig Themen der Bibel und des christlichen Glaubens, aber auch gesellschaftliche oder Themen des Alltags. In den regulären Verkaufslisten wie etwa „Billboard“ in den Vereinigten Staaten und „Media Control“ in Deutschland erreichten einige Interpreten Platzierungen, darunter zum Beispiel Amy Grant, Michael W. Smith, Normal Generation?, Stacie Orrico, Beatbetrieb oder Allee der Kosmonauten.
In Nordamerika sind unter anderen die Booth Brothers Vertreter dieses Genres. Eine Reihe weiterer Interpreten sind Christen, die teilweise auch christliche Texte benutzen, ihre Produktionen aber bei säkularen Labels veröffentlichen wie etwa Xavier Naidoo und U2. Diese werden meist nicht der Szene zugerechnet. Weitere Interpreten lassen ihre Platten sowohl bei einem christlichen Label für den christlichen Markt, als auch bei einem säkularen Label produzieren und vermarkten. Plattenfirmen und Verlage, die sich auf christliche Musik spezialisiert haben, sind im deutschsprachigen Raum zum Beispiel Abakus Musik, Asaph Music, Free Records, Gerth Medien, J-Star, JesusRockrecords.de, Pila Music, Ruuf Records, Royal Family Records und SCM Hänssler, sowie ForeFront Records, Gotee Records, Sparrow Records, Tooth & Nail Records und andere in den USA.
Neben der kommerziellen christlichen Musikszene gibt es auch christliche Musik mit Creative-Commons-Lizenzen.

## Veranstaltungen
Bekannte Veranstaltungen im Bereich der christlichen Popmusik:
- die jährliche Promikon-Musikmesse
- das Flevo Festival in den Niederlanden
- das Freakstock-Festival
- die Christmas Rock Night
- das Christival
- die GMA Dove Awards